# Putinismo

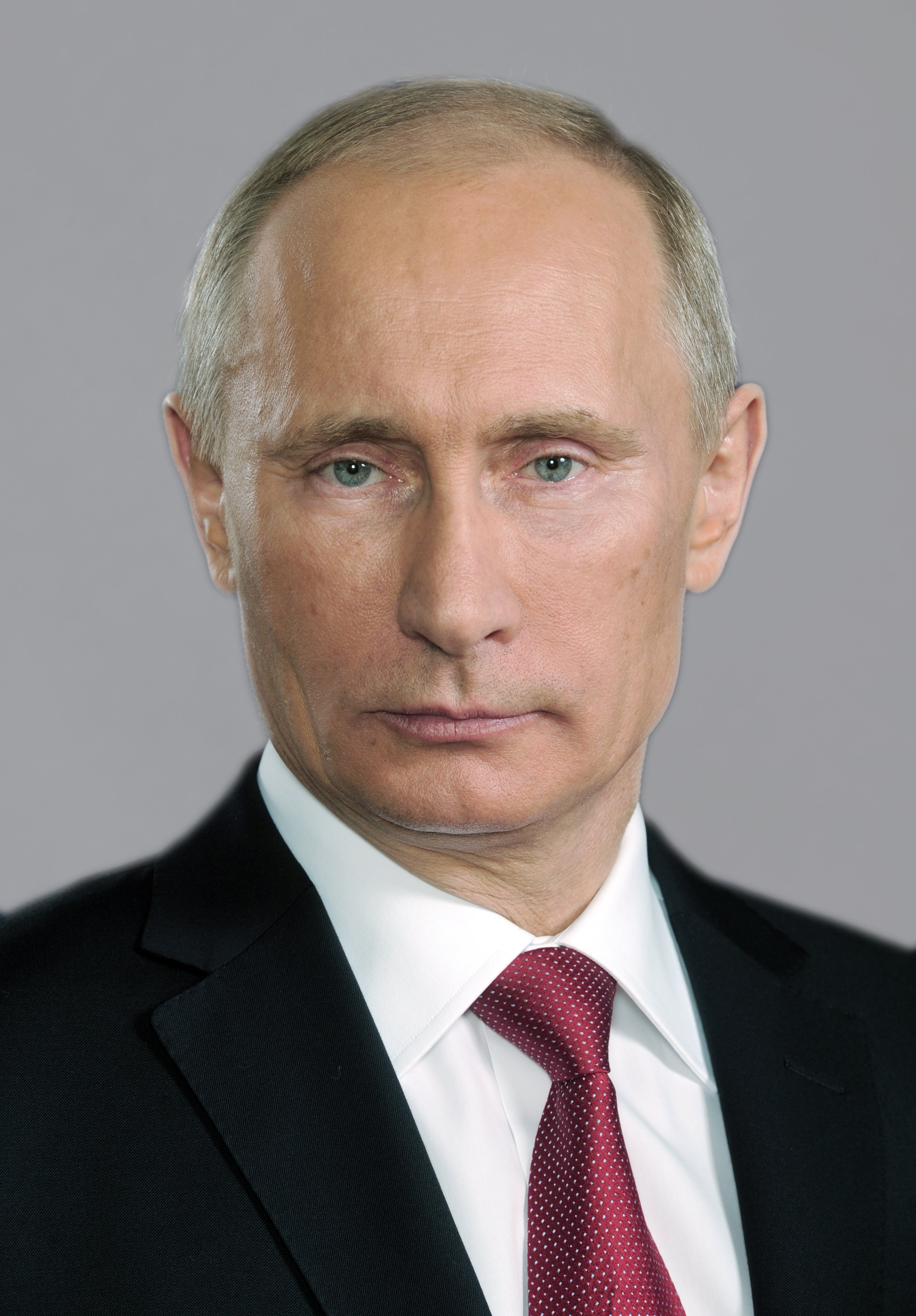
Vladimir Putin

Putinismo ("regime de Putin") é a ideologia, as prioridades e políticas do regime de governo praticado pelo político russo Vladimir Putin. O termo é utilizado na imprensa ocidental e pelos analistas russos muitas vezes com uma conotação negativa para descrever o sistema político da Rússia sob Vladimir Putin como presidente (2000-2008) e (2012-atual) e, posteriormente, como primeiro-ministro (2008-2012), onde grande parte da política e poderes financeiros são controlados por siloviki, isto é, pessoas com histórico de segurança do Estado, proveniente do total de 22 seguranças governamentais e agências de inteligência, como o FSB, a Polícia e o Exército. Muitas dessas pessoas têm sua formação profissional com Putin, ou são seus amigos pessoais. De acordo com o colunista Arnold Beichman, "O putinismo no século XXI tornou-se uma palavra de ordem tão significativa quanto o stalinismo no século XX".

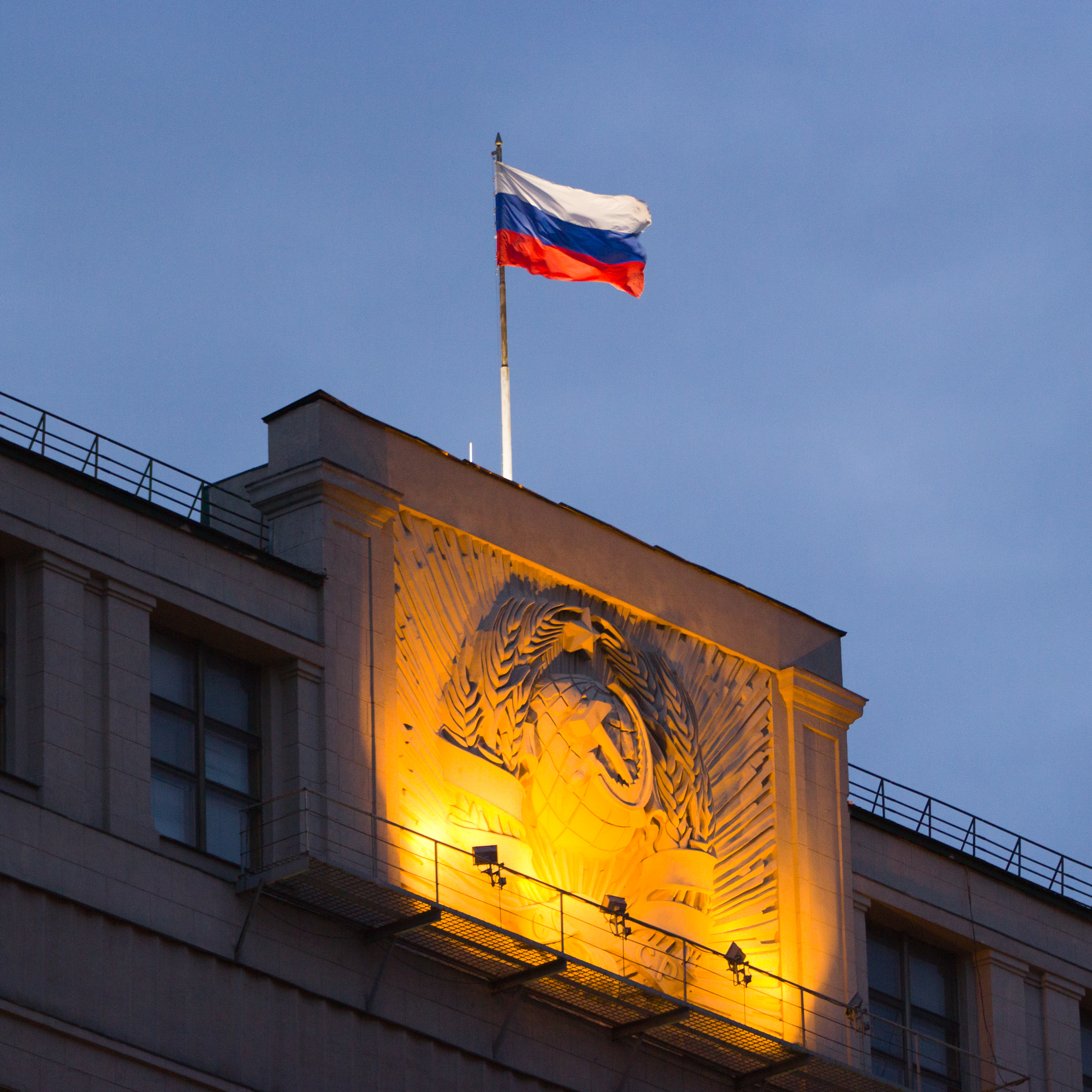
A foice e o martelo, ícones máximos da União Soviética, sob a bandeira da Rússia, símbolo da Rússia independente, marcam o sincretismo do governo de Putin

O sistema político de Putin foi caracterizado principalmente por parte de alguns elementos de liberalismo econômico, a falta de transparência na governação, o nepotismo e a corrupção generalizada, que assumiu na Rússia de Putin "a forma sistêmica e institucionalizada", de acordo com um relatório de Boris Nemtsov, bem como outras fontes.  Entre 1999 e o outono de 2008, a economia russa cresceu a um ritmo constante, que alguns especialistas atribuem à forte desvalorização do rublo de 1998, as reformas estruturais da era Yeltsin, o preço do petróleo e o crédito barato em bancos ocidentais. Na opinião de Michael McFaul (junho de 2004), "o impressionante" crescimento econômico de curto prazo da Rússia, "foi em simultâneo com a destruição da mídia livre, ameaças à sociedade civil e uma corrupção absoluta da justiça."
Durante seus dois mandatos como presidente, Putin assinou leis para uma série de reformas econômicas liberais, tais como o imposto de renda fixo de 13 por cento, uma taxa de redução dos lucros, um novo Código Fundiário e uma nova edição (2006) do Código Civil. Durante este período, a pobreza na Rússia foi cortada por mais de metade e o PIB real cresceu rapidamente.
Nas relações externas, o regime procurou imitar a grandeza da antiga União Soviética, com sua beligerância e expansionismo. Em novembro de 2007, Simon Tisdall do The Guardian afirmou que "apenas a Rússia depois de exportar a revolução marxista, pode agora criar um mercado internacional para o Putinismo", como "mais frequentemente do que não, as instintivamente antidemocráticas, oligárquicas e corruptas elites nacionais consideram que uma aparência de democracia, com pompa parlamentar e um pretexto de pluralismo, é muito mais atraente e manejável, do que algo real."
O economista dos EUA Richard W. Rahn (setembro de 2007) chamou o Putinismo de "uma forma nacionalista autoritária de governo russo, que finge ser uma democracia de livre mercado", que "deve mais de sua linhagem ao fascismo do que ao comunismo;" observando que o "Putinismo depende da economia russa crescendo rapidamente o suficiente para que mais pessoas tivessem melhor qualidade de vida e, em troca, estivessem dispostas a colocar-se à branda repressão existente", ele previu que "a prosperidade econômica da Rússia mudou, o  Putinismo é provável que se torne mais repressivo."
O Doutor em história russa Andranik Migranyan viu o regime de Putin como restaurador do que ele acredita serem as funções naturais de um governo após o período da década de 1990, quando a Rússia foi supostamente governada por oligopólios expressando apenas seus interesses mesquinhos, além de outros autores. Ele disse: "Se a democracia é a regra, por maioria e à protecção dos direitos e oportunidades de uma minoria, o regime político atual pode ser descrito como democrático, pelo menos formalmente. Um sistema político multipartidário existe na Rússia, enquanto várias entidades, a maioria delas representando a oposição, com assento na Duma do Estado."

## Conceito
Os autores do estudo VTsIOM “O putinismo como fenômeno social e suas perspectivas” (2018) identificam três abordagens para caracterizar o “putinismo”:
- Putinismo como personalismo  - as características pessoais de Vladimir Putin são trazidas à tona, com base nas quais se conclui que, com a saída de Putin, o "Putinismo" chegará ao fim;[31]
- Putinismo como “antidemocratismo orgânico”, quando complexas violações de normas democráticas vêm à tona, cujas raízes os pesquisadores veem na inclinação da população russa ao autoritarismo e à autocracia;[31]
- Putinismo como fenômeno funcional  - O "Putinismo" é visto como a resposta mais funcional aos desafios dos tempos.[31]

Como observa o historiador e cientista político americano Walter Lacker, uma definição bem-sucedida de "Putinismo" ainda não foi formulada. De acordo com o professor de ciência política Brian Taylor, "Putinismo" é tanto um sistema de governo (formal quanto informal) e um complexo de ideias, emoções e hábitos.
O doutor em Ciências Políticas Stepan Sulakshin, analisando o conceito de "Putinismo", o considera como um regime político (a prática política tanto do líder com sua equipe quanto do grupo governante), que ele chama de "Estado privatizado".
De acordo com o Hoover Institution Fellow Arnold Beichman (2007), “o putinismo no século XXI tornou-se tão comum quanto o stalinismo no século XX”  . Desde que chegou ao poder em 1999, "Putin inspirou bajulação do tipo que a Rússia não ouviu desde Stalin". Por outro lado, o jornalista britânico Roger Boyce considera Putin mais um Brezhnev moderno do que um Stalin.
O colunista George Will chamou o "Putinismo" de " Nacional Socialismo desprovido do elemento demoníaco de seu descobridor ". Alguns também observam que o atual Putin tem visões " neo-soviéticas", especialmente no que diz respeito à lei e ordem e defesa militar-estratégica.
As primeiras referências ao Putinismo são de natureza publicitária, na Rússia apareceu pela primeira vez no site do partido Yabloko em 2000, mas tornou-se difundido após um artigo de William Safir para o The New York Times. O termo "Putinismo" foi introduzido no uso científico pelo cientista político Vyacheslav Nikonov em 2003 em relação ao sistema político que foi estabelecido na Rússia depois que Vladimir Putin chegou ao poder em 2000, e sua ideologia. Em fevereiro de 2019, Vladislav Surkov propôs o ideologema "O longo estado de Putin ", que atualizou entre os intelectuais o tema da ideia nacional, e apelou ao estudo do Putinismo como uma " ideologia da vida quotidiana " do futuro.

## Putinismo como personalismo
O curso e regime político da Rússia, de acordo com as ideias dos personalistas, é determinado pela personalidade de Putin  As características do culto à personalidade de Putin são a masculinidade e o machismo. Acredita-se que o culto à personalidade surgiu em 2002. A proporção no regime político moderno da Rússia de traços associados especificamente à pessoa do líder é avaliada de maneira diferente. No "regime de Putin" egocêntrico encontram-se traços do gaullismo  e mesmo do bonapartismo. A historiadora francesa Marlene Laruelle adverte contra a demonização de Putin e o descreve como um líder patriarcal que uniu a sociedade em torno da grandeza nacional e valores conservadores. O professor da Universidade de Berkeley Steven Fish descreve o Putinismo como uma forma de autocracia conservadora, populista e personalista que ele chama de forma de autocracia. M. A. Krasnov vê os pré-requisitos para um regime personalista na constituição da Federação Russa.

### Analogia com o czarismo
O jornal britânico The Economist aponta para a analogia do regime político sob Putin com a monarquia russa Romanov. Segundo a revista, Vladimir Putin, desde que chegou ao poder, vem tentando deliberadamente criar a imagem de um novo czar russo. Como o czar, ele se apresenta como um "colecionador de terras russas". Putin está tentando apresentar o período após o colapso da URSS não como uma transição para uma economia de mercado e uma democracia ao estilo ocidental, mas como um período de caos, reminiscente do Tempo das Perturbações no final do século XVI.
A publicação também observa que os ex-colegas de Putin na KGB apoiaram voluntariamente tal analogia. Assim, em 2001, o chefe do FSB, Nikolai Patrushev, chamou a si mesmo e seus subordinados de "povo soberano" - a nova nobreza. Segundo o The Economist, uma nova classe dominante surgiu sob o governo de Putin, unida por parentesco, nepotismo e laços familiares. A publicação observa que muitos gerentes de alto escalão de empresas estatais nos setores de petróleo e gás e bancário são filhos de amigos íntimos de Putin ou de seus colegas da KGB. Segundo a revista, eles veem seu enriquecimento rápido não como corrupção, mas como a devida recompensa pelo serviço fiel.

## Contrastando Putinismo e Democracia
Representantes desta corrente opõem o Putinismo aos valores ocidentais, apresentam-no como uma "anti-ideologia", explicando suas causas pelo conservadorismo, nacionalismo e o "caráter russo", ao mesmo tempo em que postulam a disfuncionalidade do Putinismo associada à sua inconsistência com os modelos ocidentais de desenvolvimento. As principais características do Putinismo como antidemocratismo:
- antidemocratismo político (oposição fictícia, controle sobre a mídia, centralização do poder, etc.)
- conservadorismo prático (resistência à mudança de fora, prioridade de estabilidade, etc.)
- Os interesses nacionais da Rússia (imperialismo, antiamericanismo , etc.)
- tradicionalismo (xenofobia sexual, religiosidade, etc.) [31]

Segundo o cientista político sérvio Zoran Milosevic, "os críticos do Putinismo" opõem-no aos " valores ocidentais da democracia liberal ":
- centralização, forte poder presidencial, fortalecido mesmo sob Yeltsin, um acentuado enfraquecimento da influência política das elites regionais e do grande capital;
- estabelecimento de controle estatal direto ou indireto sobre os principais canais de TV do país, censura;
- o uso cada vez maior de " recursos administrativos " em eleições nos níveis regional e federal  eleições não afetam a formação de verdadeiros centros de poder;
- a eliminação efetiva do sistema de separação de poderes, o estabelecimento do controle e domínio do executivo sobre os sistemas judiciário  e legislativo;
- formação de um estilo não público de comportamento político.[31]

Outros pesquisadores, políticos da oposição e jornalistas também apontam os seguintes sinais de Putinismo:
- monopolização do poder político nas mãos do presidente;
- prioridade dos interesses do Estado sobre os interesses do indivíduo, restrição dos direitos dos cidadãos, repressão contra a sociedade civil;
- repressões, a criação da imagem de uma "fortaleza sitiada", a interpretação da oposição como uma força hostil e a sua expulsão do campo político por métodos administrativos ;
- o culto à personalidade de Putin, a personificação da sucessão estatal nele após o trauma psicológico do colapso da URSS;
- o regime de burocracia, autoritarismo e autocracia, a presença de um partido no poder fundiu-se com a burocracia;
- corporativismo estatal;
- forte controle estatal da propriedade;
- política externa agressiva;
- orientação à ordem e valores conservadores;
- ideologia da grandeza nacional - nacionalismo;
- antiamericanismo, antieuropeísmo e euroceticismo;
- reforço do papel das agências de aplicação da lei;
- sistema de "um partido e meio", como na Itália do pós-guerra;
- liquidação e marginalização de partidos políticos não controlados pelas autoridades;
- obscurantismo (fechamento do discurso político direcionado da consciência de massa);
- classe (a formação de uma classe complexa de novos nobres, dotados de direitos especiais, diferentes dos direitos dos plebeus).[31]

O termo "Putinismo" na maioria das vezes tem uma conotação negativa quando usado na mídia ocidental, denotando o sistema estatal da Rússia moderna, onde as forças de segurança que são aliadas de Putin ou trabalharam anteriormente com ele em São Petersburgo e na segurança do Estado agências , controlam a maior parte do poder. O sociólogo Lev Gudkov usa o termo "Putinismo" para descrever as características políticas contemporâneas da Rússia  e descreve-o como um tipo particular de autoritarismo pós-totalitário, no qual a polícia política recebe poder em nome dos interesses privados de clãs ou corporações burocráticas, negando assim a natureza puramente personalista do Putinismo. Timothy Fry não vê uma forte diferença entre russos e residentes de outros países e nega o termo Homo Soveticus. Um conhecido publicitário na Rússia, Peter Suciu identificou Vladimir Putin como um fascista comprometido em 2010 por causa de seus esforços olímpicos.

## Putinismo Funcional
Os defensores do Putinismo funcional argumentam que as razões para a existência do Putinismo não estão nas características da população russa e nem na personalidade do presidente, mas no fato de que o Putinismo oferece as respostas mais funcionais aos desafios, e como o Putinismo tem sido por muito tempo, não pode ser completamente disfuncional. O cientista político sérvio Zoran Milosevic descreveu o Putinismo como um fenômeno funcional   – como uma ideologia liberal baseada na democracia, no mercado, na soberania e nos padrões de vida. Os representantes do "novo bonapartismo" veem como um desses desafios a necessidade objetiva de estabilidade da população após um período de mudanças traumáticas.
Ya. Shimov e P. Ponaitov em seu trabalho de 2008 chamaram o Putinismo democrático de "bonapartismo virtual", que a elite russa - a burguesia capitalista  - usa para alcançar seus próprios objetivos.  K. Carrigo observa que ninguém contesta a justificação histórica e a conveniência do “putinismo” na imprensa e na comunidade de especialistas da China. M. Laurell nota a semelhança do Putinismo com o Gaullismo (surgiram após as convulsões; censura; expulsando a oposição; tradicionalismo ; conservadorismo).

## O sistema político da Rússia sob Putin
Os termos "regime político de Putin"," autoritarismo ", " gerido " ou " democracia soberana", " regime híbrido ", etc., na literatura científica russa, em relação a uma descrição abrangente de realidade russa, cumprem a mesma função conceitual do "Putinismo". O professor da Universidade de Harvard Steven Levitsky, o professor de ciência política da Universidade de Toronto Lucan Wei, a cientista política Ekaterina Shulman e diretora da organização holandesa sem fins lucrativos pró-europeia e pró -atlântica CiceroMarcel van Herpen chama a Rússia de " regime híbrido ", em que há características democráticas e autoritárias, mas entre os especialistas a proporção de inferno diferente permanece discutível.
Segundo a cientista política Lilia Shevtsova, Putin tornou-se o estabilizador do sistema híbrido de legitimação do poder personificado de forma democrática, que Yeltsin começou a construir, fortalecendo o poder pessoal do presidente e o controle da burocracia (“poder vertical”). A centralização está associada à figura de Putin, e Vladimir Sogrin descreve o estilo de governança de Vladimir Putin como autoritarismo esclarecido.
O cientista político Andreas Umland aponta que, até 2004, Putin restringiu progressivamente a capacidade de realmente exercer direitos políticos básicos e obstruiu cada vez mais os processos democráticos. Desde 2005, foram feitas tentativas para formar uma nova ideologia estatal, prevendo um partido único e uma igreja nacional. Desde 2007, o Rússia Unida passou de uma mera hegemônica para uma organização política agora claramente dominante do poder legislativo do governo, com outros partidos tornando-se meras condecorações para ele na Duma do Estado e nos parlamentos regionais, semelhante ao papel desempenhado pelo "bloco partidos" da Frente Nacional da RDA. Umland liga este processo à reação à " Revolução Laranja ".” na Ucrânia e define o regime político criado sob Putin como “paratotalitário”.
A cientista política Ekaterina Shulman, descrevendo o sistema político da Rússia, observa que o espaço político é dominado pelo Estado, a Duma do Estado é controlada pelo partido pró-presidencial Rússia Unida e o poder está concentrado nas mãos das forças de segurança e do burocracia econômica e, apesar das ondas de modernização, o regime visa à autopreservação. O Estado na Rússia domina o campo político e, usando o poder, dita termos a outros sujeitos políticos.  No relatório de 2020, a Rússia ocupava a 124ª posição em termos de democracia (mais abaixo no ranking estão os países africanos socioeconômicos pobres) e pertence ao regime autoritário de acordo com a classificação de regimes políticos compilada.

## História

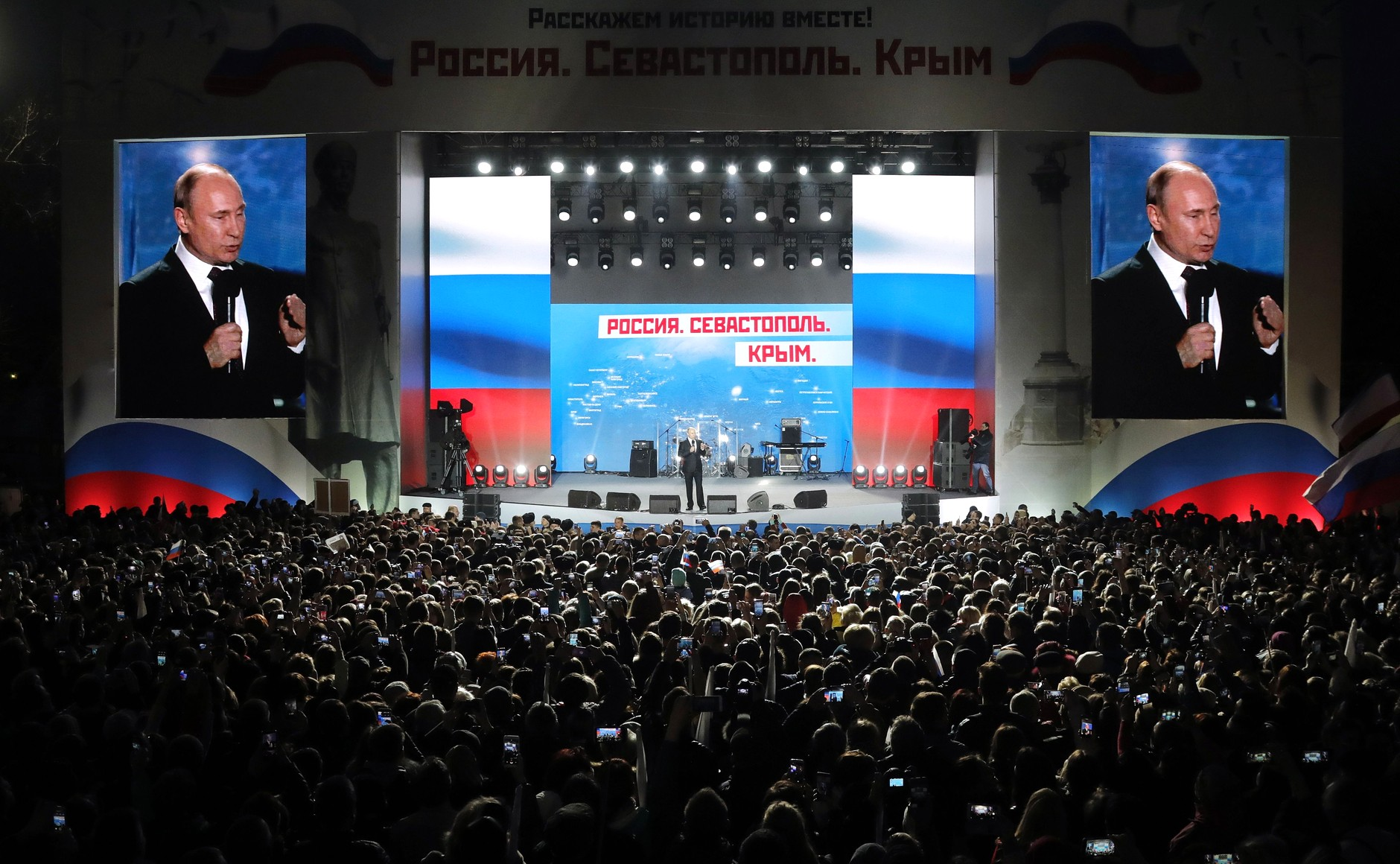
Vladimir Putin em um comício em Sebastopol antes da eleição presidencial russa de 2018.

### Estado "Espião"
De acordo com o ex- general da Securitate Ion Mihai Pacepa, "Na União Soviética, a KGB era um estado dentro de um estado.Agora ex-oficiais da KGB estão administrando o estado. Eles têm a custódia das 6.000 armas nucleares do país, confiadas à KGB na década de 1950. O sucessor da KGB, rebatizado de FSB, ainda tem o direito de monitorar eletronicamente a população, controlar grupos políticos, buscar casas e empresas, infiltrar-se no governo federal, criar suas próprias empresas de fachada, investiga casos e administra seu próprio sistema prisional. A União Soviética tinha um oficial da KGB para cada 428 cidadãos. A Rússia de Putin tem um  agente FSB para cada 297 cidadãos."
"Sob o presidente da Federação Russa e ex-oficial de inteligência estrangeira de carreira, Vladimir Putin, um " Estado Espião " composto por agentes de inteligência foi estabelecido e está consolidando seu domínio sobre o país. Seus parceiros mais próximos seriam o crime organizado. Em um mundo marcado por uma economia globalizada e infraestrutura de informação e com grupos terroristas transnacionais utilizando todos os meios disponíveis para atingir seus objetivos e promover seus interesses, a colaboração da inteligência russa com esses elementos é potencialmente desastrosa", disse a politóloga Julie Anderson.
O ex-oficial da KGB Konstantin Preobrazhenskiy compartilha ideias semelhantes. Quando perguntado "Quantas pessoas na Rússia trabalham no FSB ?", ele respondeu: "Todo o país. O FSB é dono de tudo, incluindo o Exército Russo e até a própria Igreja, a Igreja Ortodoxa Russa ... Putin conseguiu criar um novo sistema social na Rússia".
" A Rússia de Vladimir Putin é um fenômeno novo na Europa: um estado definido e dominado por ex-oficiais de segurança e inteligência em serviço ativo. Nem mesmo a Itália fascista, a Alemanha nazista ou a União Soviética - todas, sem dúvida, criações muito piores do que a Rússia - foram tão cheio de talento em inteligência", disse o especialista em inteligência Marc Gerecht.

### Estado Corporativo
Andrei Illarionov considera o sistema político na Rússia como uma variedade de corporativismo. De acordo com Illarionov, ex-assessor de Vladimir Putin, esta é uma nova ordem sócio-política, "diferente de qualquer outra vista em nosso país antes". Ele disse que os membros da Corporação de Colaboradores do Serviço de Inteligência assumiram todo o corpo do poder estatal, seguem um código de comportamento do tipo mafioso e "recebem instrumentos que conferem poder sobre os outros - 'vantagens' de associação, como o direito de transportar e usar armas".
De acordo com Illarionov, esta "Corporação apreendeu as principais agências governamentais - o Serviço Fiscal, o Ministério da Defesa, o Ministério das Relações Exteriores, o Parlamento e os meios de comunicação de massa controlados pelo governo - que agora são usados para promover os interesses dos membros [da Corporação]. Por meio dessas agências, todos os recursos significativos do país – segurança/inteligência, política, econômica, informacional e financeira – estão sendo monopolizados nas mãos dos membros da Corporação".  Os membros da Corporação criaram uma casta isolada. Um ex-general da KGB disse que "um chequista (membro da antiga cheka, ou seja, um agente de inteligência) é uma raça... Uma boa herança da KGB - um pai ou avô, digamos, que trabalhou para o serviço - é altamente valorizada pelos siloviki de hoje. Casamentos entre clãs siloviki também são incentivados".

### Estado burocrático de partido único
O político russo Boris Nemtsov e o comentarista Kara-Murza definem o Putinismo na Rússia como "um sistema de partido único, censura, um parlamento fantoche, fim de um judiciário independente, centralização firme de poder e finanças e papel hipertrofiado de serviços especiais e burocracia , em particular em relação aos negócios".

### Gangsterismo estatal
O analista político Andrei Piontkovsky considera o Putinismo como “o estágio mais alto e culminante do capitalismo bandido na Rússia”. Ele acredita que “a Rússia não é corrupta. A corrupção é o que acontece em todos os países quando os empresários oferecem aos funcionários grandes subornos por favores. A Rússia de hoje é única. Os empresários, os políticos e os burocratas são as mesmas pessoas. Eles privatizaram a riqueza do país e assumiram o controle de seus fluxos financeiros."
Essas opiniões também são compartilhadas pela politóloga Julie Anderson, que disse que a mesma pessoa pode ser um oficial de inteligência russo, um criminoso organizado e um empresário. Ela também citou o ex - diretor da CIA James Woolsey que disse: "Eu tenho estado particularmente preocupado por alguns anos, começando durante meu mandato, com a interpenetração do crime organizado russo, inteligência russa e aplicação da lei, e negócios russos. chance de iniciar uma conversa com um russo articulado e falante de inglês, digamos, no restaurante de um dos hotéis de luxo ao longo do Lago Genebra, e ele está vestindo um terno de US $ 3.000 e um par de mocassins Gucci, e ele diz que ele é um executivo de uma empresa comercial russa e quer falar com você sobre uma joint venture, então há quatro possibilidades. Ele pode ser o que diz ser. Ele pode ser um oficial de inteligência russo trabalhando sob cobertura comercial. Ele pode fazer parte de um grupo do crime organizado russo. Mas a possibilidade realmente interessante é que ele possa ser todos os três e que nenhuma dessas três instituições tenha qualquer problema com o acordo."
De acordo com o analista político Dmitri Glinski, "A ideia da Russia, Inc. - ou melhor, Russia, LTDA. - deriva do tipo russo de anarquismo libertário que vê o estado como apenas mais uma gangue armada privada reivindicando direitos especiais com base em seu poder incomum." "Este é um estado concebido como um 'bandido estacionário' impondo estabilidade, eliminando os bandidos itinerantes da era anterior."  Em abril de 2006, a efetiva privatização da esfera aduaneira enfureceu o próprio Putin, onde empresários e funcionários "fundiram-se em êxtase".

## Ideologia
Os seguintes observadores discutem a ideologia da nova elite política russa. A politóloga Irina Pavlova disse que os Siloviki não são apenas uma corporação de pessoas unidas para expropriar ativos financeiros. Eles têm objetivos políticos de longa data de transformar Moscou na Terceira Roma e ideologia de "contenção" dos Estados Unidos. O colunista George Will enfatizou a natureza nacionalista do Putinismo. Ele disse que "o putinismo está se tornando uma mistura tóxica de nacionalismo dirigido contra nações vizinhas, e inveja populista, apoiada por ataques ao poder do Estado, dirigida contra a riqueza privada. Putinismo é nacional-socialismos em o elemento demoníaco de seu pioneiro...".
Em 2010, Peter Sucia, o historiador americano e colaborador do The National Interest, foi um dos primeiros publicitários a descrever explicitamente Putin como um líder que está sinceramente convencido de que seus valores fascistas são justos. Sucia escreveu: "Alguns historiadores e economistas notaram que o fascismo é na verdade uma forma antimarxista de socialismo, especialmente porque favorece a colaboração de classes e apoia o conceito de nacionalismo - sendo este último algo que os marxistas nunca poderiam apoiar. não pegar um avião e voar meio mundo para tentar ganhar apoio para as Olimpíadas serem sediadas em seu país, até mesmo em sua cidade natal. Mas um fascista experiente e verdadeiro pode fazê-lo".
Em março de 2020, Vyacheslav Volodin, presidente da Duma do Estado, enfatizou o papel ideológico especial de Putin, comentando: "Hoje, diante dos desafios atuais e das ameaças que existem no mundo, petróleo e gás não são nossas vantagens. Como você pode ver, tanto o petróleo quanto o gás podem cair de preço. Nossa força é o Sr. Putin, e devemos protegê-lo".
Em fevereiro de 2021, Vladimir Putin vinculou seu próprio pensamento e ideologia pessoal ao de Lev Gumilyov, afirmando que ele também acreditava na 'passionaridade', na ascensão e queda das sociedades conforme descrito por essa teoria e especificamente que a Rússia era uma nação 'não ainda atingiu seu ponto mais alto', com um 'código genético infinito'. O Putinismo na Europa foi apoiado por muitos políticos de extrema-direita como Marine Le Pen.

## Crítica ao termo

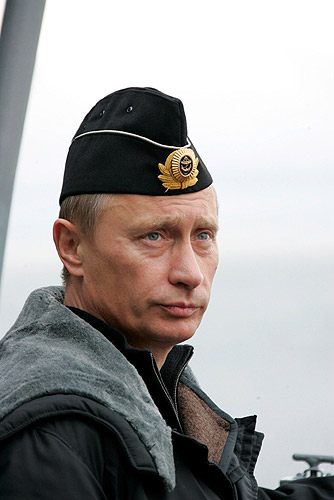
Vladimir Putin vestindo uniformes de marinheiro

O uso do termo "Putinismo" na ciência russa é menos comum devido a autolimitações éticas. A compreensão científica deste termo é incipiente e em algumas áreas é tão rudimentar que para compreender o conceito é preciso recorrer a fontes jornalísticas. A afirmação de que as raízes do Putinismo estão na “inferioridade” do povo russo é contrariada pelo fato de que a ideologia do Putinismo encontra adeptos nos países ocidentais (políticos como S. Kurz (Áustria), A. Tsipras (Grécia), V. Orban (Hungria), D. Trump e P. Buchanan (EUA)  D. Brooks acredita que Putin é um exemplo para os conservadores populistas em países como França, Itália, Filipinas. F. Zakaria acredita que as visões políticas de R. Erdogan (Turquia), Marine Le Pen ( França), G. Wilders (Holanda) e N. Farage (Grã-Bretanha) estão mais próximas dos valores da Rússia de Putin do que da valores da democracia liberal.
Representantes da posição do Putinismo como antidemocratismo orgânico às vezes escorregam para a russofobia e o antissovietismo. Na imprensa americana, o uso do termo "Putinismo" é acompanhado por um vocabulário emocional negativamente. Segundo A. Ryumin, o termo "Putinismo" contém uma conotação negativa "A Rússia moderna, sob o regime de Putin, é apresentada como um país nas garras da insanidade moral e a cultura política russa é vista como psicopática, tirânica e totalmente maquiavélica".
Segundo S. Cohen , uma avaliação neutra da política do líder russo é impossível por causa de sua demonização e seguindo os estereótipos da Guerra Fria. Enquanto os críticos do regime apontam que o regime baseado em recursos busca a conservação, a minoria liberal tem influência significativa entre as elites, e as divisões ideológicas sobre os eventos na Ucrânia continuam sendo motivo de controvérsia; os defensores do Putinismo, pelo contrário, acreditam que os eventos de 2014-2015 reuniram a sociedade russa em torno dos valores do “consenso pós-Crimeia ”, que a esfera socioeconômica está se desenvolvendo lentamente, a sociedade se adaptou à estagnação e a natureza da política russa é principalmente pragmática.